# Liste der Naturschutzgebiete in der Stadt Flensburg
In Flensburg gibt es zwei Naturschutzgebiete.
| Name des Gebietes | Bild           | Kennung | WDPA   | Landkreis / Stadt                          | Beschreibung / Bemerkungen | Standort | Fläche in Hektar | Datum der Verordnung |
| ----------------- | -------------- | ------- | ------ | ------------------------------------------ | -------------------------- | -------- | ---------------- | -------------------- |
| Hornholzer Höhen  |                | 216     |        | Stadt Flensburg, Kreis Schleswig-Flensburg |                            | Position | 96               | 11.02.2025           |
| Twedter Feld      | weitere Bilder | 186     | 319208 | Stadt Flensburg                            |                            | Position | 89               | 20.03.2003           |

## Quelle
- www.schleswig-holstein.de,Liste Naturschutzgebiete (Version vom Januar 2016)
- Common Database on Designated Areas Datenbank, Version 14